# Colostethus mertensi
Colostethus mertensi — вид жаб родини дереволазових (Dendrobatidae).

## Поширення
Ендемік Колумбії, де мешкає на висоті від 2100 до 2350 м над рівнем моря в Західних Кордильєрах в департаменті Каука. Природними місцями проживання є субтропічні або тропічні вологі гірські ліси, річки і тимчасові прісноводні болота. Виду загрожує втрата середовища існування.